# Кистень, Константин Петрович
Константин Петрович Кистень (род. 7 апреля 1967, Сучан, Приморский край) — майор Вооружённых Сил Российской Федерации, участник второй чеченской войны, Герой Российской Федерации (2001).

## Биография
Константин Кистень родился 7 апреля 1967 года в городе Сучан в рабочей семье. В 1989 году он окончил Сызранское военное авиационное училище лётчиков, после чего служил в Северо-Кавказском военном округе.
Осенью 2001 года Кистень получил задачу уничтожить обнаруженное скопление чеченских сепаратистов, пытавшееся прорваться с территории Грузии через перевалы Главного Кавказского хребта. Во время одной из атак вертолёт Кистеня был подбит ракетой, выпущенной из ПЗРК, и получил значительные повреждения. Проявив высокое лётное мастерство, Кистень на практически неуправляемом вертолёте сумел долететь до аэродрома и совершить успешную посадку.
Указом Президента Российской Федерации от 28 ноября 2001 года за «образцовое выполнение специального задания, проявленное мужество и героизм в Северо-Кавказском регионе» майор Константин Кистень был удостоен высокого звания Героя Российской Федерации.
В настоящее время Константин Кистень работает командиром воздушного судна А-320 в одной из Российских авиакомпаний.
Также награждён орденом Мужества и рядом медалей.